# Sabbatår
Et sabbatår er oprindeligt hvert syvende år, da jødernes marker skulle ligge brak.
Det benyttes nu om et friår, altså et års orlov fra arbejdspladsen eller uddannelsen til mental adspredelse og genopladning.
Betegnelsen kommer af ordet sabbat, der er den jødiske hviledag.